# Eugène Lafont
Eugène Lafont (Mons, Hainaut, Bélgica, 26 de março de 1837 — Darjeeling, Índia, 10 de maio de 1908) foi um jesuíta, missionário em Bengala, cientista e fundador da primeira Sociedade Científica da Índia.